# Auburn (Massachusetts)
Auburn ist eine Kleinstadt im Worcester County im US-Bundesstaat Massachusetts.
Das U.S. Census Bureau hat bei der Volkszählung 2020 eine Einwohnerzahl von 16.889 ermittelt.

## Geschichte
Der Ort wurde erstmals 1714 besiedelt und am 10. April 1778 zu Ehren von Artemas Ward als Town of Ward gegründet. 1837 erhielt die Stadt ihren heutigen Namen, da es für die United States Postal Service zu Verwechselungen mit der Town of Ware im benachbarten Hampshire County kam.
Raketenpionier Robert Goddard startete am 16. März 1926 seinen ersten erfolgreichen Start einer flüssigkeitsgetriebene Rakete auf der Farm seiner Tante Effe Ward auf dem Pakachoag Hill. Pakachoag Hill war zudem Sitz des Hauptortes der Nipmuck Indianer.

## Persönlichkeiten
- Jeffrey Lynn (1909–1995), Schauspieler
- David B. Mellish (1831–1874), Politiker
- Bobby Sherwood (1914–1980), Musiker
- Alexander Smakula (1900–1983), Physiker